# Kecamatan Kabila
Kecamatan Kabila är ett distrikt i Indonesien.   Det ligger i provinsen Gorontalo, i den nordöstra delen av landet, 2 000 km öster om huvudstaden Jakarta.